# Mircea Vodă (okręg Braiła)
Mircea Vodă – wieś w Rumunii, w okręgu Braiła, w gminie Mircea Vodă. W 2011 roku liczyła 2265 mieszkańców.